# منطقه حفاظت‌شده مظفری
منطقه حفاظت شده مظفری به وسعت ۹۲۸۰۸ هکتار در غرب شهرستان فردوس از استان خراسان جنوبی قرار دارد.

## پوشش گیاهی
پوشش منطقه مظفری شامل مستار ، درمنه ، آنغوزه، زیره سیاه، بادامشک ، تاغ ، قیچ ، بومادران ، آویشن ، لاله ، خارشتر، افدرا، زرشک وحشی، کاکوتی ، گز، گیاهان خانواده  کاسنی و انواع گیاهان علفی است.

## حیات وحش
شامل قوچ و میش ، کل و بز ، گرگ ، آهو ، سیاه‌گوش ، روباه ، شغال، تشی ، شاهین ، کبک ، تیهو ، باقرقره ، کبوتر چاهی ، زاغ بور ، غراب ، کمرکولی ، چک چک کوهی ، عقاب، عقاب طلایی ، دلیجه ، قرقی، گنجشک ، بزمجه ، انواع مارها و لاک‌پشتها می‌باشند.

اثر طبیعی سنگ سوراخ و کویر پلوند در این منطقه واقع است.

## نگارخانه

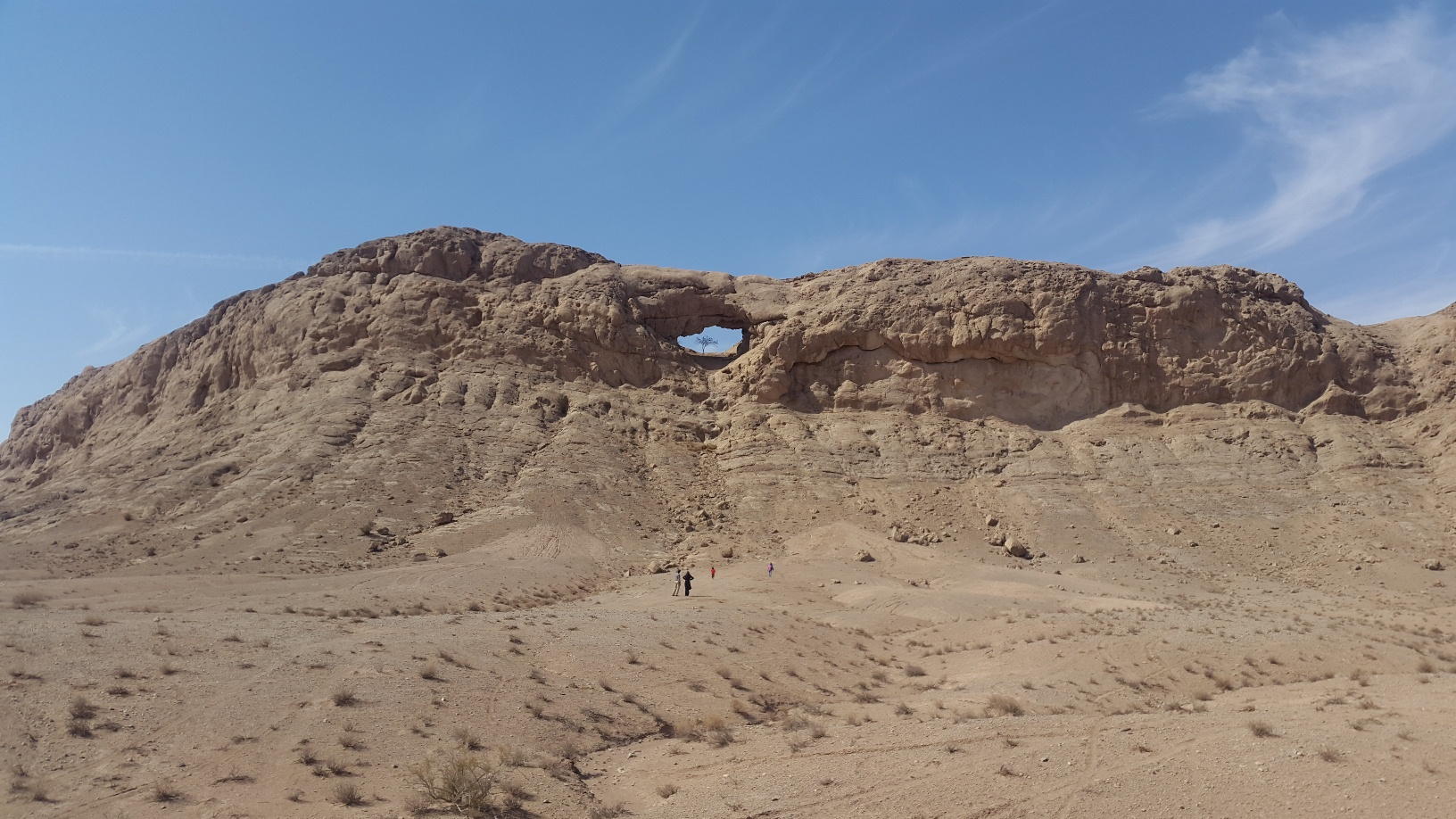
سنگ سوراخ، اثری طبیعی در منطقه حفاظت شده مظفری